# Championnat du monde féminin d'échecs 1984

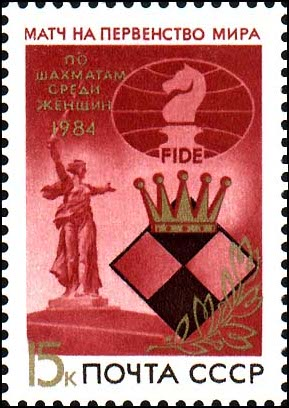
Un timbre soviétique consacré au Championnat du monde féminin d'échecs 1984

Le championnat du monde féminin d'échecs de 1984 a été remporté par Maia Chiburdanidze, qui a défendu son titre avec succès contre Irina Levitina.

## Tournois interzonaux de 1982
Dans le cadre du processus de qualification, deux tournois interzones ont été organisés, l'un à Bad Kissingen en juillet et l'autre à Tbilissi en septembre 1982, réunissant les meilleures joueuses de chaque zone de la FIDE. Au total, 31 joueuses ont participé à ces tournois, les trois premières de chaque interzone se qualifiant pour le Tournoi des Candidates.
A Bad Kissingen, l'ex-championne Gaprindashvili a pris la première place et s'est qualifiée avec Semenova et Lematschko.
Mureşan a gagné à Tbilissi, devant Levitina et Liu ( la première joueuse chinoise à se qualifier pour un tournoi des candidates).
|    | Joueuses                      | 1 | 2 | 3 | 4 | 5 | 6 | 7 | 8 | 9 | 10 | 11 | 12 | 13 | 14 | 15 | 16 | Points | Départage |
| -- | ----------------------------- | - | - | - | - | - | - | - | - | - | -- | -- | -- | -- | -- | -- | -- | ------ | --------- |
| 1  | Nona Gaprindashvili (URS)     | - | 0 | ½ | ½ | 1 | ½ | 1 | 1 | ½ | 1  | 1  | 1  | 1  | 1  | 1  | 1  | 12     |           |
| 2  | Lidia Semenova (URS)          | 1 | - | ½ | 1 | 1 | ½ | 0 | 1 | 1 | ½  | ½  | 1  | 1  | 1  | ½  | 1  | 11½    |           |
| 3  | Tatjana Lematschko (SUI)      | ½ | ½ | - | 0 | ½ | 1 | 1 | ½ | ½ | 1  | 1  | 1  | 1  | ½  | 1  | 1  | 11     |           |
| 4  | Eliška Richtrová (CZE)        | ½ | 0 | 1 | - | 0 | 1 | ½ | 1 | 1 | ½  | 1  | 1  | ½  | ½  | 1  | 1  | 10½    | 69.00     |
| 5  | Barbara Hund (FRG)            | 0 | 0 | ½ | 1 | - | 0 | ½ | ½ | 1 | 1  | 1  | 1  | 1  | 1  | 1  | 1  | 10½    | 62.25     |
| 6  | Marta Litinskaya (URS)        | ½ | ½ | 0 | 0 | 1 | - | ½ | 0 | 1 | 1  | 1  | ½  | 1  | 1  | 1  | 1  | 10     |           |
| 7  | Marina Pogorevici (ROU)       | 0 | 1 | 0 | ½ | ½ | ½ | - | ½ | ½ | 1  | ½  | 1  | ½  | 1  | 1  | 1  | 9½     |           |
| 8  | Elena Fatalibekova (URS)      | 0 | 0 | ½ | 0 | ½ | 1 | ½ | - | 0 | ½  | ½  | ½  | 1  | ½  | ½  | 1  | 7      | 44.75     |
| 9  | Suzana Maksimović (YUG)       | ½ | 0 | ½ | 0 | 0 | 0 | ½ | 1 | - | 0  | 1  | 0  | 1  | ½  | 1  | 1  | 7      | 40.75     |
| 10 | Mária Ivánka (HUN)            | 0 | ½ | 0 | ½ | 0 | 0 | 0 | ½ | 1 | -  | 1  | 1  | 1  | 0  | ½  | 1  | 7      | 40.00     |
| 11 | Erika Belle (NED)             | 0 | ½ | 0 | 0 | 0 | 0 | ½ | ½ | 0 | 0  | -  | 1  | 1  | ½  | 1  | 0  | 5      |           |
| 12 | Borislava Borisova (SWE)      | 0 | 0 | 0 | 0 | 0 | ½ | 0 | ½ | 1 | 0  | 0  | -  | 0  | ½  | 1  | 1  | 4½     | 23.50     |
| 13 | Nava Shterenberg (CAN)        | 0 | 0 | 0 | ½ | 0 | 0 | ½ | 0 | 0 | 0  | 0  | 1  | -  | 1  | ½  | 1  | 4½     | 23.00     |
| 14 | Hanna Ereńska-Radzewska (POL) | 0 | 0 | ½ | ½ | 0 | 0 | 0 | ½ | ½ | 1  | ½  | ½  | 0  | -  | 0  | 0  | 4      |           |
| 15 | Giovanna Arbunic (CHI)        | 0 | ½ | 0 | 0 | 0 | 0 | 0 | ½ | 0 | ½  | 0  | 0  | ½  | 1  | -  | 0  | 3      | 19.00     |
| 16 | Rachel Crotto (USA)           | 0 | 0 | 0 | 0 | 0 | 0 | 0 | 0 | 0 | 0  | 1  | 0  | 0  | 1  | 1  | -  | 3      | 12.00     |
|    | Joueuses                    | 1 | 2 | 3 | 4 | 5 | 6 | 7 | 8 | 9 | 10 | 11 | 12 | 13 | 14 | 15 | Points | Départage |
| -- | --------------------------- | - | - | - | - | - | - | - | - | - | -- | -- | -- | -- | -- | -- | ------ | --------- |
| 1  | Margareta Mureşan (ROU)     | - | ½ | 1 | 1 | 1 | ½ | ½ | 1 | 0 | ½  | 1  | 1  | ½  | 1  | 1  | 10½    |           |
| 2  | Irina Levitina (URS)        | ½ | - | ½ | ½ | 1 | ½ | ½ | ½ | 1 | ½  | ½  | ½  | 1  | 1  | 1  | 9½     |           |
| 3  | Liu Shilan (CHN)            | 0 | ½ | - | ½ | 0 | ½ | 0 | 1 | 1 | 1  | ½  | 1  | 1  | 1  | 1  | 9      |           |
| 4  | Nieves García Vicente (ESP) | 0 | ½ | ½ | - | ½ | 1 | 1 | ½ | ½ | 0  | 1  | ½  | ½  | ½  | 1  | 8      | 51.75     |
| 5  | Elena Akhmilovskaïa (URS)   | 0 | 0 | 1 | ½ | - | 0 | 1 | 1 | 0 | ½  | 1  | 1  | ½  | 1  | ½  | 8      | 51.50     |
| 6  | Nino Gurieli (URS)          | ½ | ½ | ½ | 0 | 1 | - | ½ | 0 | 0 | 1  | 1  | ½  | 1  | ½  | 1  | 8      | 51.00     |
| 7  | Tamara Minogina (URS)       | ½ | ½ | 1 | 0 | 0 | ½ | - | 1 | ½ | ½  | ½  | ½  | ½  | ½  | 1  | 7½     | 49.75     |
| 8  | Natalia Titorenko (URS)     | 0 | ½ | 0 | ½ | 0 | 1 | 0 | - | 1 | 1  | 1  | 0  | 1  | ½  | 1  | 7½     | 45.75     |
| 9  | Gisela Fischdick (FRG)      | 1 | 0 | 0 | ½ | 1 | 1 | ½ | 0 | - | ½  | 0  | 0  | 1  | ½  | 1  | 7      |           |
| 10 | Zsuzsa Verőci (HUN)         | ½ | ½ | 0 | 1 | ½ | 0 | ½ | 0 | ½ | -  | ½  | ½  | ½  | ½  | 1  | 6½     | 41.75     |
| 11 | Zorica Nikolin (YUG)        | 0 | ½ | ½ | 0 | 0 | 0 | ½ | 0 | 1 | ½  | -  | ½  | 1  | 1  | 1  | 6½     | 37.50     |
| 12 | Amalija Pihajlić (YUG)      | 0 | ½ | 0 | ½ | 0 | ½ | ½ | 1 | 1 | ½  | ½  | -  | ½  | 0  | 0  | 5½     |           |
| 13 | Rohini Khadilkar (IND)      | ½ | 0 | 0 | ½ | ½ | 0 | ½ | 0 | 0 | ½  | 0  | ½  | -  | 1  | 1  | 5      | 29.50     |
| 14 | Diane Savereide (USA)       | 0 | 0 | 0 | ½ | 0 | ½ | ½ | ½ | ½ | ½  | 0  | 1  | 0  | -  | 1  | 5      | 29.25     |
| 15 | Ilse Guggenberger (COL)     | 0 | 0 | 0 | 0 | ½ | 0 | 0 | 0 | 0 | 0  | 0  | 1  | 0  | 0  | -  | 1½     |           |

## Matchs des candidates 1983-84
Les six qualifiées des Interzones ont été rejointes par deux têtes de série : Alexandria, qui avait perdu le dernier match de championnat, et Ioseliani, qui avait perdu la précédente finale des candidates.
Ces huit joueuses ont disputé une série de matchs à élimination directe. Levitina a remporté la finale, gagnant le droit de défier la championne en titre pour le titre.
|  | Quarts de finale         | Quarts de finale     |                |    | Demi-finales         | Demi-finales         |  |  | Finale           | Finale           |
|  | Quarts de finale         | Quarts de finale     |                |    | Demi-finales         | Demi-finales         |  |  | Finale           | Finale           |
|  |                          |                      |                |    |                      |                      |  |  |                  |                  |
|  | Lviv, Mars 1983          | Lviv, Mars 1983      |                |    | Dubna, Novembre 1983 | Dubna, Novembre 1983 |  |  | Sochi, Mars 1984 | Sochi, Mars 1984 |
|  | Lviv, Mars 1983          | Lviv, Mars 1983      |                |    | Dubna, Novembre 1983 | Dubna, Novembre 1983 |  |  | Sochi, Mars 1984 | Sochi, Mars 1984 |
|  | Irina Levitina           | 6                    |                |    | Dubna, Novembre 1983 | Dubna, Novembre 1983 |  |  | Sochi, Mars 1984 | Sochi, Mars 1984 |
|  | Irina Levitina           | 6                    |                |    | Dubna, Novembre 1983 | Dubna, Novembre 1983 |  |  | Sochi, Mars 1984 | Sochi, Mars 1984 |
|  | Nona Gaprindashvili      | 4                    |                |    | Dubna, Novembre 1983 | Dubna, Novembre 1983 |  |  | Sochi, Mars 1984 | Sochi, Mars 1984 |
|  | Nona Gaprindashvili      | 4                    | Irina Levitina | 7½ |                      |                      |  |  | Sochi, Mars 1984 | Sochi, Mars 1984 |
|  | Alicante, 1983           |                      | Irina Levitina | 7½ |                      |                      |  |  | Sochi, Mars 1984 | Sochi, Mars 1984 |
|  |                          | Nana Alexandria      | 6½             |    |                      |                      |  |  | Sochi, Mars 1984 | Sochi, Mars 1984 |
|  | Nana Alexandria          | Nana Alexandria      | 6½             | 5½ |                      |                      |  |  | Sochi, Mars 1984 | Sochi, Mars 1984 |
|  | Nana Alexandria          |                      |                | 5½ |                      |                      |  |  | Sochi, Mars 1984 | Sochi, Mars 1984 |
|  | Tatjana Lematschko       | 4½                   |                |    |                      |                      |  |  | Sochi, Mars 1984 | Sochi, Mars 1984 |
|  | Tatjana Lematschko       | 4½                   | Irina Levitina | 7  |                      |                      |  |  |                  |                  |
|  | Bad Kissingen, Mars 1983 |                      | Irina Levitina | 7  |                      |                      |  |  |                  |                  |
|  |                          | Lidia Semenova       | 5              |    |                      |                      |  |  |                  |                  |
|  | Lidia Semenova           | Lidia Semenova       | 5              | 5½ |                      |                      |  |  |                  |                  |
|  | Lidia Semenova           | Sochi, Novembre 1983 |                | 5½ |                      |                      |  |  |                  |                  |
|  | Margareta Mureşan        | 4½                   |                |    |                      |                      |  |  |                  |                  |
|  | Margareta Mureşan        | 4½                   | Lidia Semenova | 5½ |                      |                      |  |  |                  |                  |
|  | Velden, Mars 1983        |                      | Lidia Semenova | 5½ |                      |                      |  |  |                  |                  |
|  |                          | Nana Ioseliani       | 4½             |    |                      |                      |  |  |                  |                  |
|  | Liu Shilan               | Nana Ioseliani       | 4½             | 3  |                      |                      |  |  |                  |                  |
|  | Liu Shilan               |                      |                | 3  |                      |                      |  |  |                  |                  |
|  | Nana Ioseliani           | 6                    |                |    |                      |                      |  |  |                  |                  |
|  | Nana Ioseliani           | 6                    |                |    |                      |                      |  |  |                  |                  |

## Match de championnat 1984
Le match de championnat s'est déroulé à Volgograd en 1984. Contrairement au match précédent, trois ans plus tôt, la championne Chiburdanidze n'a pas eu de problèmes cette fois-ci. Elle a battu la challenger Levitina avec une marge confortable de trois points et a conservé son titre,.
|                          | 1 | 2 | 3 | 4 | 5 | 6 | 7 | 8 | 9 | 10 | 11 | 12 | 13 | 14 | Total |
| ------------------------ | - | - | - | - | - | - | - | - | - | -- | -- | -- | -- | -- | ----- |
| Irina Levitina (URS)     | ½ | ½ | 1 | 0 | ½ | ½ | ½ | 1 | 0 | 0  | ½  | 0  | 0  | ½  | 5½    |
| Maia Chiburdanidze (URS) | ½ | ½ | 0 | 1 | ½ | ½ | ½ | 0 | 1 | 1  | ½  | 1  | 1  | ½  | 8½    |